# Ischnoptera inusitata
Ischnoptera inusitata es una especie de cucaracha del género Ischnoptera, familia Ectobiidae. Fue descrita científicamente por Rocha e Silva en 1971.
Habita en Brasil.